# Browallia
Browallia ist eine Pflanzengattung in der Familie der Nachtschattengewächse (Solanaceae). Die etwa sechs Arten kommen von Nord- bis Südamerika vor.

## Beschreibung

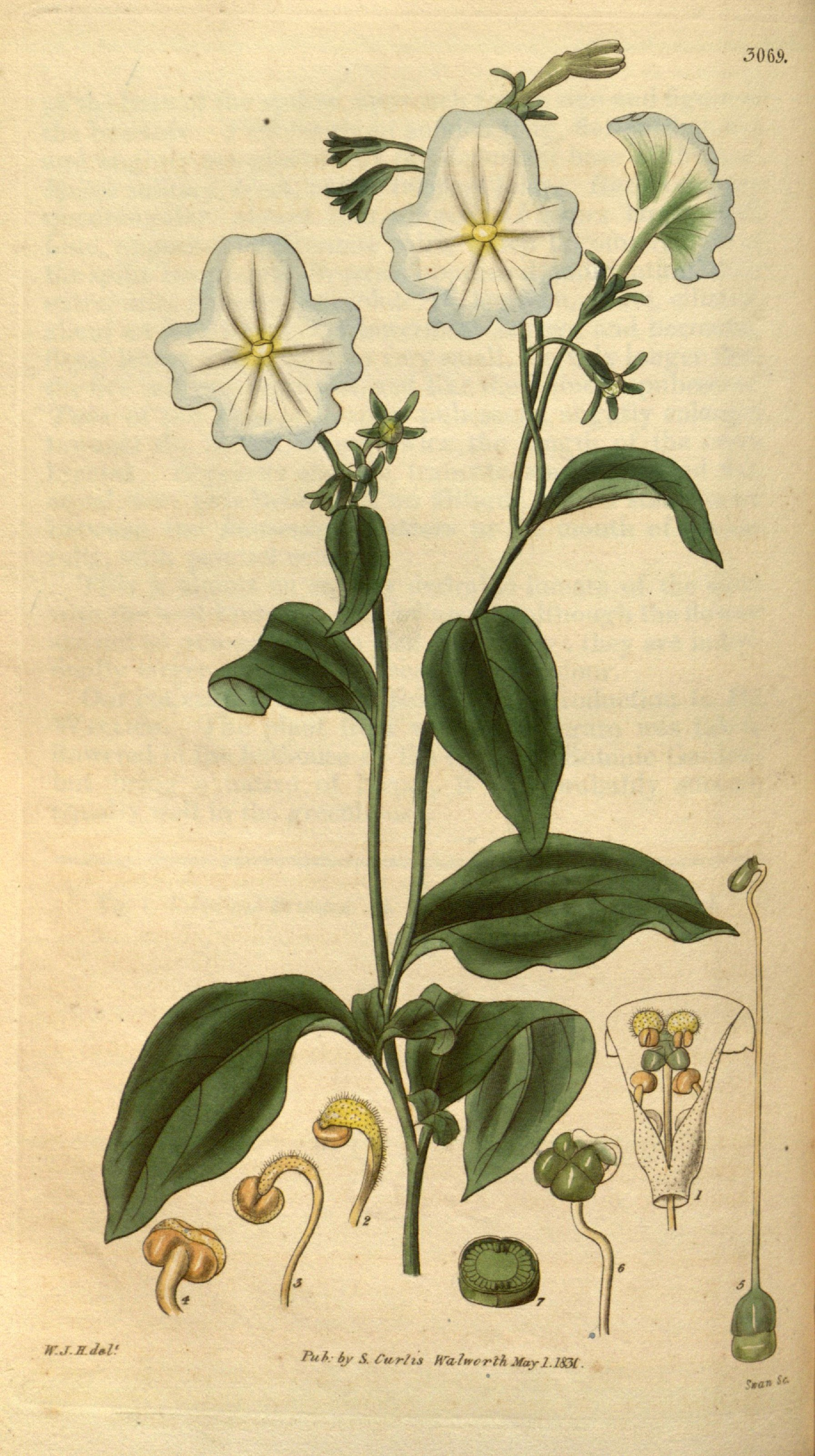
Illustration aus Curtis's Botanical Magazine, Tafel 3069 von Browallia americana

### Vegetative Merkmale
Browallia-Arten sind aufrecht wachsende, einjährige krautige Pflanzen, die Wuchshöhen zwischen 8 und 60 cm oder aber auch bis 1 m (in seltenen Fällen auch 1,5 m) erreichen. Sie können unbehaart oder flaumig bis klebig-flaumig behaart sein. Die Behaarung besteht aus einfachen, vielzelligen und einreihigen sowie drüsigen Trichomen. Drüsige Trichome können einen zwei- oder mehrzelligen Stiel, einen ein- oder mehrzelligen Kopf besitzen und sind immer einreihig. Die Verzweigung kann schwach oder stark ausgeprägt sein. In der Endodermis treten keine Casparische Streifen auf.
Die Laubblätter sind sitzend oder 2 bis 30 mm lang gestielt. Die häutigen Blattspreiten sind bei einer Länge von bis zu 6 cm (selten auch bis 9 cm) herzförmig-eiförmig, eiförmig-länglich, rhombisch oder linealisch-länglich mit nahezu stumpfem oder spitzzulaufendem oberen Ende. Das Mesophyll (Grundgewebe der Blätter) bildet dorsiventral Drusen, Spaltöffnungen sind auf beiden Blattseiten zu finden.

### Blütenstände und Blüten
Die meist kleinen Blüten stehen einzeln oder in traubigen Blütenständen. Die Blütenstiele sind 2 bis 40 mm lang und nach der Anthese etwas weiterwachsend.
Die zwittrigen Blüten besitzen eine doppelte Blütenhülle. Der Kelch ist radiärsymmetrisch, 4 bis 20 mm lang und röhrig-glockenförmig. Er ist vier- oder fünfgezähnt oder -gelappt, wobei die Zähne bzw. Lappen meist kürzer oder in etwa gleich lang wie die Kelchröhre sind. Die Kronröhre ist (selten nur 1,5) zwei- bis viermal so lang wie der Kelch, 1 bis 20 mm breit und 10 bis 52 mm lang. Die Krone ist zygomorph, stieltellerförmig und gelegentlich leicht zweilappig. Sie ist 63 bis 73 mm lang, ist lila, blau, violett, purpurfarben, gelb oder cremefarben. Der Kronsaum ist 6 bis 52 mm breit und in fünf ungleich große Kronlappen geteilt, die nahezu kreisförmig, eiförmig oder langgestreckt sein können.
Es werden vier fertile Staubblätter gebildet, ein fünftes ist zu einem Höcker reduziert oder fehlt ganz. Sie setzen in der oberen Hälfte der Krone an und stehen niedergebeugt entlang der vorderen Kronlappen. Die Staubbeutel der beiden oberen Staubblätter bestehen nahezu aus nur einer Theke, die zweite wird abgestoßen oder ist nicht existent. Die Staubfäden dieser beiden Staubblätter sind gebogen, abgeflacht und unbehaart oder mit langen, gelegentlich verzweigten Trichomen besetzt. Die Staubfäden der unteren beiden Staubblätter sind meist etwas länger (gelegentlich aber auch etwas kürzer) als die des oberen Staubblattpaars, sie sind drehrund und schmal, die Staubbeutel sind mit 1 mm Länge größer und bestehen aus zwei fertilen Theken, die in der unteren Hälfte frei voneinander stehen. Die Pollenkörner sind mit 28 bis 40 µm Durchmesser mittelgroß. Der Fruchtknoten ist unbehaart oder zumindest in der unteren Hälfte dicht mit steifen Trichomen besetzt. Nektarien sind dick und kreisförmig angeordnet, können aber auch zurückgebildet sein oder fehlen.

### Früchte und Samen
Die aufrecht stehenden Kapselfrüchte sind bei einer Länge von 4,5 bis 6 mm kugelförmig, langgestreckt oder verkehrt-konisch und enthalten 10 bis 45 Samen. Die Samen sind kubisch geformt, gewinkelt und (0,5) 1 (1,5) mm lang. Die Samenschale (Testa) ist netzartig-grubig oder warzig.

### Chromosomensätze
Die Chromosomgrundzahl beträgt je nach Art x = 10 oder x = 11.

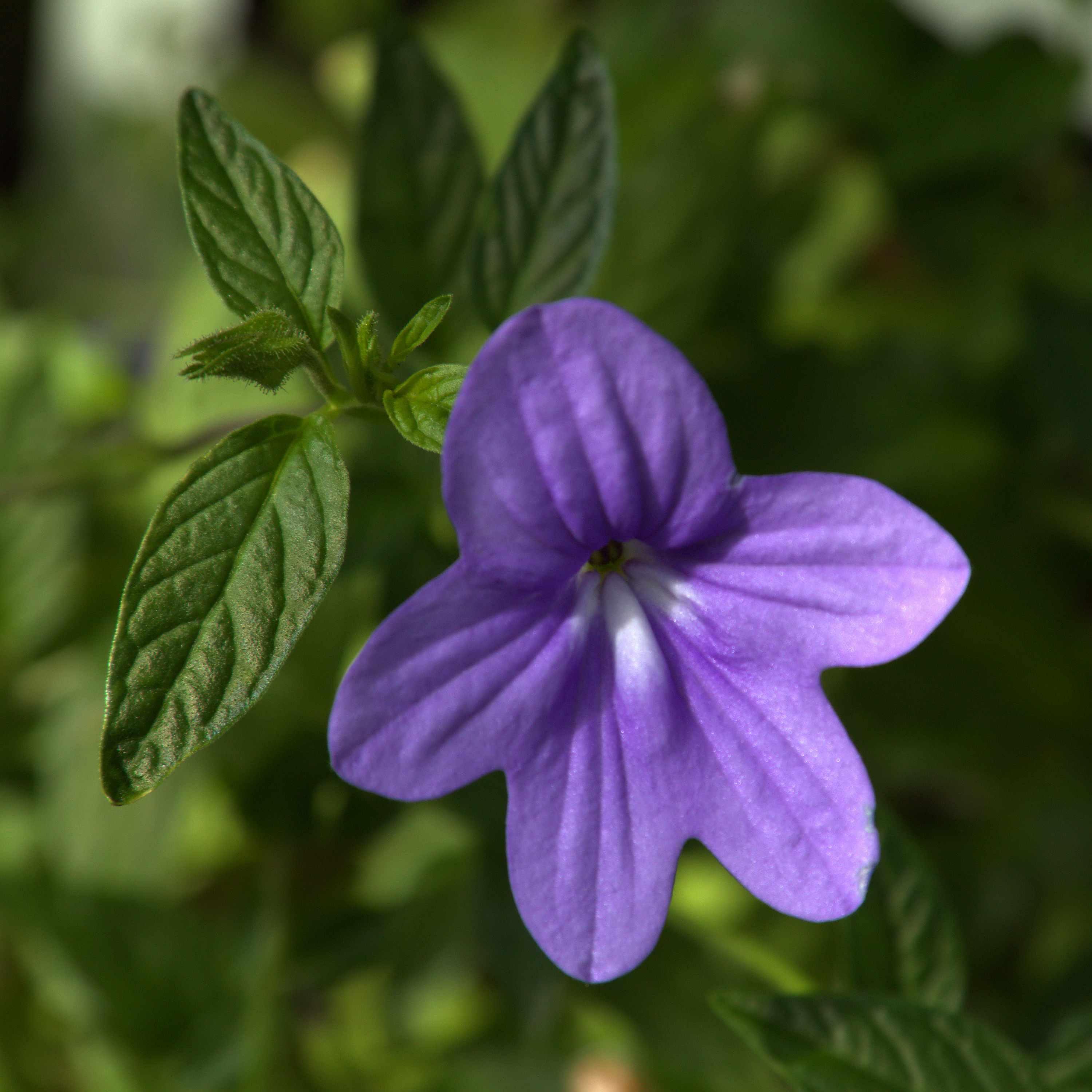
Browallia speciosa

## Systematik und Verbreitung
Die Gattung Browallia wurde durch Carl von Linné aufgestellt. Der Gattungsname Browallia ehrt den schwedischen Naturwissenschaftler und Geistlichen Johan Browall (1707–1755).
Sowohl in der vor allem morphologisch begründeten Systematik der Nachtschattengewächse nach Armando Hunziker als auch in der molekularbiologisch begründeten Systematik nach Richard Olmstead wird die Gattung zusammen mit der Gattung Streptosolen in eine Tribus Browallieae eingeordnet.
Insgesamt wurden mindestens 17 Taxa beschrieben, von denen aber wahrscheinlich nur sechs Arten als gültig anerkannt werden können.
Die Browallia-Arten kommen vom südlichen Arizona über Mexiko, Zentralamerika bis ins andine Südamerika und bis nach Bolivien vor.
Hier eine Auswahl der Arten:
- Browallia americana L. (Syn.: Browallia elata L., Browallia grandiflora Graham)[3] Zentrales Mexiko bis tropisches Südamerika.[4]
- Browallia grandiflora Graham: Sie ist in Südamerika verbreitet.
- Browallia speciosa L.: Sie kommt in Costa Rica, Panama, Kolumbien, Peru und Ecuador vor.[4]

## Standorte
Browallia-Arten gedeihen in Höhenlagen von 500 bis 2600 Metern. Browallia americana und Browallia speciosa sind als Kulturflüchtling an gestörten Standorten zu finden.

## Nutzung
Browallia americana und Browallia speciosa werden gelegentlich als Zierpflanzen verwendet.